# Брячак, Михаил Васильевич
Михаил Васильевич Брячак (род. 6 апреля 1957 года, село Подлясово Зубово-Полянского район, Мордовская АССР) — депутат Государственной Думы 6 созыва.

## Биография
Родился 6 апреля 1957 года в селе Подлясово Зубово-Полянского района Мордовской АССР.
В 1999 году окончил Московский институт национальных и региональных отношений по специальности «Государственное право».
С 4 декабря 2011 года депутат Государственной Думы. Член политической партии «Справедливая Россия». Первый заместитель председателя комитета ГД по транспорту. Член комиссии ГД по вопросам депутатской этики.
В 2016 году баллотировался в депутаты Государственной думы Российской Федерации VII созыва от партии «Справедливая Россия» по 219 Севастопольскому одномандатному избирательному округу, город Севастополь, но не был избран.
Являлся председателем совета директоров (ранее — генеральным директором) группы компаний «РОСТЭК-Терминал» (специализировавшейся на транспортной обработке грузов и выполнявшей функции таможенного брокера).
Сын — Олег Брячак (род. 1980), депутат Псковского областного Собрания депутатов пятого и шестого созывов, депутат Псковской городской думы, руководитель Псковского регионального отделения партии «Справедливая Россия».

## Награды
- Благодарность Правительства Российской Федерации (2 декабря 2013 года) — за многолетнюю плодотворную законотворческую деятельность и развитие законодательства Российской Федерации[7]